# 同色兵鯰
同色兵鯰（学名：Corydoras concolor），為輻鰭魚綱鯰形目美鯰科的其中一種熱帶淡水魚。其种加词“concolor”意为“同色的”。分布於南美洲奧里諾科河流域，體長可達5.4公分，棲息在底層水域，生活習性不明。